# Vehicle to grid
Vehicle to grid (V2G) opisuje sustav u kojem plug-in električni automobili kao što su električni automobili na baterije, plug-in hibridi ili električna vozila s vodikom kao pogonskim gorivom komuniciraju s električnom mrežom te ovisno o trenutnoj potražnji električne struje, ili se pune samo kad je vrhunac potrošnje energije nizak ili, ako je vozilo puno, vraća dio električne struje u mrežu te tako funkcionira kao ispomoć u mreži.
Vehicle to grid može se koristiti za električna vozila koja imaju mrežno napajanje. Budući da je u bilo kojem trenutku parkirano oko 95 posto automobila, baterije u električnim vozilima mogu se koristiti kako bi struja tekla iz automobila na električnu distribucijsku mrežu i natrag. To predstavlja procijenjenu vrijednost komunalnih usluga do 4.000 dolara godišnje po automobilu.
Baterije imaju konačan broj ciklusa punjenja, kao i rok trajanja, stoga korištenje vozila kao spremnikom električne struje u mreži može produljiti trajanje baterije. Ispitivanja na kojima su se baterije električnih automobila punile 2 puta dnevno, pokazala su da se baterijama jako smanjio kapacitet i skratio rok trajanja. Međutim, kapacitet baterije ovisi o kemijskim supstancama u bateriji, trajanju punjenja i pražnjenja, temperaturi, stanju napajanja i starosti. 
Postoje dvije vrste mreža za punjenje električnog automobila. Prvo je jednosmjerni vehicle to grid koji ima mogućnost komunikacije s mrežom, ali ne vraća struju u mrežu pri njenom velikom opterećenju. Druga vrsta je dvosmjerni vehicle to grid koji ima mogućnost uzimanja struje od mreže, ali također i vraćanja. U ovom članku bavit ćemo se dvosmjernim vehicle to grid. Skraćenica za vehicle to grid je V2G.

## Upotreba

### Dosizanje vrhunca punjenja
Koncept vehicle to grid je da napravi ravnotežu u mreži tako da se automobili pune kada je zahtjev za strujom mali, što je uglavnom noću, a tijekom dana da struja odlazi iz automobila natrag u mrežu. Takav način punjenja omogućuje održavanje napona i frekvencije stabilnima te osigurava rezerve u slučaju velike potražnje za električnom energijom. Ovakav bi sustav omogućio da se energija proizvedena obnovljivim izvorima energije pohranjuje u električna vozila. Primjerice, proizvodnja struje u vjetroturbinama nije stalna jer ovisi o vremenskim prilikama. Tako bi se pri povećanoj proizvodnji električne energije u vjetrovitim danima energija pohranjivala u električna vozila, kako bi se u trenucima kada vjetra nema i kad su zahtjevi za potrošnjom električne energije veliki, energija mogla vraćati iz automobila natrag u mrežu. To bi također smanjilo potrebu za gradnjom elektrana na prirodni plin ili ugljen kojima se koristi u slučajevima najvećeg opterećenja mreže.

### Spremnik za krizne situacije
Moderna električna vozila mogu pohraniti u svoje baterije više električne energije od dnevnih potreba jednog prosječnog kućanstva. U slučajevima nestašice električne energije, vozilo bi moglo služiti kao spremnik za krizne situacije te osiguravati osnovne potrebe za električnom energijom nekoliko dana u kućanstvu. Naziv za takvu vrstu punjenja je vehicle to home. Nestašica energije može se pojaviti na lokacijama koje koriste obnovljive izvore energije koji često nemaju konstantu punjenja nego variraju ovisno o vremenskim uvjetima (solarna enerija, energija vjetra…). Primjerice jedno vodikovo vozilo sa spremnikom od 5.6 kg vodika može dati 90 kWh električne energije.

## Učinkovitost
Svaka pretvorba energije ima neke gubitke zbog termodinamičkih zakona. Manji gubici ujedno znače i veću učinkovitost pretvorbe energije. Većina današnjih baterija iz električnih vozila koristi litij-ionske baterije koje mogu doseći učinkovitost veću od 90%. Učinkovitost baterije ovisi o stupnju punjenja, napunjenosti baterije, ispravnosti baterije te temperaturi.
Većina gubitaka ipak ovisi o sustavu, a ne o samoj bateriji. Elektronički elementi kao što su pretvarači napona (inverteri), imaju najveće gubitke.
Neka ispitivanja smatraju da je učinkovitost ovakvog sustava vehicle to grid od 53 do 62%, druge pak spominju učinkovitost od 70%.  Ukupna učinkovitost ovisi o više faktora i može biti promjenjiva.

## Primjena u različitim zemljama
Nacionalni laboratorij Idaho je 2012. objavio procjene i buduće planove za projekt vehicle to grid u nekim zemljama. Bitno je naglasiti da je vrlo teško dati točne podatke jer je ova tehnologija još u fazi razvoja i ova se studija temelji tek na predviđanjima.

### Sjedinjene Američke Države
U SAD-u na mrežu vehicle to grid bili bi spojeni kamioni za pošiljke, školski busovi i kamioni za odvoz smeća koji se ne koriste tijekom noći. To bi moglo donijeti zaradu od nekoliko milijuna dolara za kompanije koje posjeduju takva vozila jer bi one pomagale pri skladištenju i stabiliziranju državne mrežne energije. SAD je prijavio oko milijun električnih vozila u upotrebi između 2015. i 2019. godine. To znači da bi do 2020. Trebalo izgraditi 160 energetskih postrojenja kako bi se pokrile potrebe za potražnjom električne energije.

### Japan
Japan ima cilj do 2030. osigurati proizvodnju 10% ukupne potrošnje električne energije iz obnovljivih izvora. Da bi to uspio, procjenjuje se da će morati uložiti 7.1 milijardu dolara za obnovu već postojeće mrežne infrastrukture. 
Od 2012. Nissan planira napraviti komplet za punjenje koji bi bio kompatibilan s modelom njihovog automobila LEAF EV koji bi omogućavao prenošenje električne energije iz automobila u kućanske električne instalacije. Trenutno postroji prototip koji se testira u Japanu. Prosječno japansko kućanstvo troši između 10 i 12 kWh energije dnevno. LEAF ima bateriju s kapacitetom od 24 kWh što bi značilo da može osigurati dovoljno električne energije za kućanstvo u vremenskom trajanju od 2 dana.

### Danska
Danska je trenutno u vodstvu po proizvodnji električne energije iz energije vjetra. Ima cilj zamijeniti više od 10% svih automobila s automobilima na električni pogon. Cilj projekta Edison je osigurati dovoljno vjetroturbina koje bi mogle pohraniti 50% ukupne energije pri korištenju vehicle to grid tehnologije kako bi se smanjio negativan utjecaj tehnologije na mrežu. Projekt Edison ima u planu koristiti električna vozila kao spremnike energije dok su priključeni na mrežu kada je vjetar jak i vjetroturbine nemaju dovoljno kapaciteta da same pohrane svu proizvedenu električnu energiju. Tijekom niskih opterećenja mreže ili slabog vjetra (slabe proizvodnje električne energije) bi se energija pohranjena u električnim vozilima vraćala natrag u mrežu. Prodaja električnih automobila u Danskoj je u stalnom porastu.

### Ujedinjeno Kraljevstvo
U siječnju 2011. godine, u Velikoj Britaniji su počeli programi i strategije za što veći broj plug-in električnih vozila te kako bi se ona što brže usvojila. Također, korisnicima se pruža i univerzalni brzi internet za korištenje s mjeračima pametnih mreža, jer se većina plug-in električnih vozila s V2G tehnologijom neće koordinirati s većom mrežom bez nje. Plan za isporuku električne energije za London navodi da je do 2015. izgrađeno 500 postaja za punjenje na cestama; 2.000 stanica na parkiralištima; instalirano je 22.000 privatnih postaja. Lokalne stanice na mreži moraju se nadograditi za vozače koji ne mogu parkirati na vlastitom posjedu. Do 2020. godine u Velikoj Britaniji svakom stambenom domu će biti pametno brojilo, a oko 1,7 milijuna plug-in električnih vozila bi trebalo biti na cestama. Tržišna vrijednost električnih vozila u Velikoj Britaniji će se od 2015. do 2020. godine povećati s 0,1 na 1,3 milijarde dolara.

## Istraživanja

### Edison
Danski projekt Edison, skraćenica od Električna vozila na distribuiranom i integriranom tržištu pomoću održive energije i otvorenih mreža (engl. Electric vehicles in a Distributed and Integrated market using Sustainable energy and Open Networks), bio je državni istraživački projekt na otoku Bornholm u istočnoj Danskoj. Konzorcij IBM-a, Siemensov razvojni odjel za hardver i softver EURISCO, najveća danska energetska tvrtka Ørsted A / S (bivši DONG Energy), regionalna energetska tvrtka Østkraft, Tehničko sveučilište u Danskoj i Danski energetski savez istražili su kako uravnotežiti nepredvidiva električna opterećenja koja stvaraju mnoge vjetroelektrane u Danskoj (koje trenutno proizvode oko 20 posto ukupne proizvodnje električne energije u zemlji) koristeći električna vozila (EV) i njihove akumulatore. Cilj projekta je razviti infrastrukturu koja će omogućiti električnim vozilima inteligentnu komunikaciju s mrežom kako bi se utvrdilo kada se može dogoditi punjenje i pražnjenje. U projektu se koristila Toyota Scion. Projekt je ključan u ambicijama Danske kako bi povećali proizvodnju energije vjetroelektranama na 50% do 2020. Projekt je završen 2013.

### Southwest Research Institute
2014. godine, Southwest Research Institute (SwRI) razvio je prvi agregacijski sustav vozila prema mreži koji je kvalificirao Electric Reliability Council of Texas (ERCOT). Sustav omogućuje vlasnicima flota za isporuku električnih vozila da zarađuju novac pomažući u upravljanju frekvencijom mreže. Kada frekvencija električne mreže padne ispod 60 Hz, sustav zaustavlja punjenje vozila čime se smanjuje opterećenje na mreži, a time i omogućuje povećanje frekvencije na normalnu razinu. Sustav je prvi takve vrste jer djeluje samostalno.
Sustav je izvorno razvijen u sklopu programa Smart Power Infrastructure Demonstration for Energy Reliability and Security (SPIDERS) koju vode Burns i McDonnell Engineering Company. Ciljevi SPIDERS programa su povećanje energetske sigurnosti u slučaju gubitka snage zbog određenog poremećaja, pružanje struje za napajanje i učinkovitije upravljanje mrežom. U studenom 2012., SwRI je dobio ugovor vrijedan 7 milijuna dolara od inženjerijskog korpusa američke vojske kako bi pokazao integraciju tehnologija vehicle to grid  kao izvor za napajanje strujom u Fort Carsonu (Colorado). 2013. godine, istraživači SwRI-a testirali su pet postaja za brzo punjenje. Sustav je prošao test integracije i prihvaćen je u kolovozu 2013.

### Tehnološko sveučilište Delft
Prof. dr. Ad van Wijk, Vincent Oldenbroek i dr. Carla Robledo, istraživači s Tehnološkog sveučilišta Delft, 2016. godine proveli su istraživanje V2G tehnologije s vodikovim ćelijama. Oba istraživača rade istraživanja  s vehicle to grid vodikovim vozilima i tehnološki ekonomičnim  sustavom sa 100% obnovljivim izvorima energije. Promijenili su Hyundai ix35 FCEV (s vodikovim ćelijama) zajedno s Hyundai R&D tako da mogu dati do 10 kW istosmjerne struje, a da time ipak zadrže dozvolu za cestovni pristup. Razvili su se zajedno s tvrtkom Accenda b.v. V2G jedinica pretvara istosmjernu struju FCEV-a u trofaznu izmjeničnu struju i ubrizgava je u nizozemsku nacionalnu električnu mrežu. Na temelju pozitivnog ishoda testiranja objavljena je magistarska teza koja se bavi tehničkom i ekonomskom procjenom izvedivosti parkirališta na bazi vodika i FCEV vozilima kao elektrana koje nude rezerve struje.

### Sveučilište Delaware
Dr. Willett Kempton, dr. Suresh Advani i dr. Ajay Prasad su istraživači na američkom sveučilištu Delaware koji trenutno provode istraživanja o V2G tehnologiji, dok je dr. Kempton voditelj projekta. Dr. Kempton je objavio niz članaka o tehnologiji i konceptu, od kojih se mnogi mogu naći na stranici projekta V2G. Ova grupa istraživača bavi se istraživanjem same tehnologije kao i njezine izvedbe kada se koristi na mreži. 2010. godine Willet Kempton i  Gregory Poilasne su zajedno osnovali tvrtku Nuvve koja je formirala brojna industrijska partnerstva i implementirala V2G pilot projekte na pet kontinenata širom svijeta. Osim tehničkih istraživanja, tim je radio s dr. Meryl Gardner, profesorom marketinga na Visokoj školi za poslovne i ekonomske poslove Alfreda Lernera na Sveučilištu Delaware, kako bi razvio marketinške strategije za usvajanje potrošačke i korporativne flote.

### Državni laboratorij Lawrence Berkeley
U Državnom laboratoriju Lawrence Berkeley, dr. Samveg Saxena, voditelj projekta simulacije vehicle to grid-a (V2G-Sim). V2G-Sim je simulacijska platforma koja se koristi za modeliranje prostorne i vremenske vožnje i punjenja pojedinih električnih vozila na električnoj mreži. Njezini modeli koriste se za ispitivanje nedostataka i mogućnosti V2G-a, kao što su modulacija vremena punjenja i stope naplate za vršnu reakciju na potrošnju i regulaciju korisne frekvencije. V2G-Sim također je korišten za istraživanje potencijala plug-in vozila kao pomoć obnovljivim izvorima energije. V2G-Sim-om se pokazalo da se kontroliranjem punjenja vozila iz mreže može utjecati na vršna opterećenja i zadovoljiti potrebe za električnom energijom. Studija je također otkrila da čak i pri 20 posto manje snage, baterije električnih vozila još uvijek zadovoljavaju potrebe 85 posto vozača.
U drugom istraživačkom radu Laboratorija Lawrence Berkeley u kojem se koristio program V2G-Sim, V2G usluge su pokazale da imaju manji utjecaj na degradaciju baterija na električna vozila u pogledu broja punjenja i starenja baterija. U ovoj studiji, tri električna vozila s različitim prosječnim dnevnim kilometražama su modelirana tijekom 10 godina, s i bez V2G usluga. Pretpostavljajući svakodnevnu uslugu V2G od 7:00 do 21:00 sa snagom punjenja od 1.440 kW, gubici kapaciteta električnih vozila zbog V2G tijekom deset godina iznosili su 2,68%, 2,66% i 2,62%.

### Nissan i Enel
U svibnju 2016. Nissan i tvrtka Enel najavili su zajednički V2G probni projekt u Velikoj Britaniji, prvi takve vrste u zemlji. Ispitivanje se sastoji od 100 punionica V2G koje će koristiti korisnici Nissan Leaf i e-NV200. Svrha projekta je da vlasnici električnih vozila mogu profitabilno prodati pohranjenu energiju u mrežu.

### Sveučilište Warwick
U suradnji s WMG-om i tvrtkom Jaguar Land Rover, sveučilište u Warwicku provelo je istraživanje za vehicle to grid. Dr. Kotub Uddin analizirao je litij-ionske baterije iz komercijalno dostupnih električnih vozila u razdoblju od dvije godine. Stvorio je model degradacije baterija i otkrio da su neki obrasci skladištenja na sustavu vehicle to grid uspjeli značajno povećati dugovječnost baterije vozila u odnosu na konvencionalne strategije punjenja, dopuštajući im da se voze na uobičajen način.

## Problemi i kritike
Među stručnjacima postoji određena sumnja u izvedivost V2G-a. Godine 2007. predstavnik obrane za zaštitu okoliša izjavio je: "Teško je ozbiljno shvatiti obećanja dana za plug-in hibride s dometom od 48 km na potpuno električni pogon ili bilo kakvom ozbiljnom V2G aplikacijom uskoro. To je još uvijek u fazi znanstvenog projekta.“  Većina problema proizlazi iz troškova baterija i sumnjive ekonomičnosti V2G-a. 
Što se više koristi baterija, prije ju je potrebno zamijeniti. Cijena zamjene je oko 1/3 cijene električnog automobila. Tijekom svog vijeka trajanja, baterije se progresivno smanjuju, smanjujući kapacitet, vijek trajanja i sigurnost zbog kemijskih promjena elektroda. Gubitak kapaciteta izražava se kao postotak početnog kapaciteta nakon određenog broja ciklusa (npr. gubitak od 30% nakon 1.000 ciklusa). Gubitak kapaciteta je posljedica uporabe i ovisi o maksimalnom stanju punjenja i dubini pražnjenja. JB Straubel, tehnički direktor tvrtke Tesla Inc., odbija V2G jer trošenje baterija nadmašuje ekonomsku korist. On također preferira recikliranje kada baterije dosegnu kraj svog korisnog vijeka trajanja. Istraživanje  iz 2017. godine utvrdilo je smanjenje kapaciteta baterije, a istraživanje o hibridnim električnim vozilima iz 2012. pronašlo je čak malu korist.
Još jedna uobičajena kritika odnosi se na ukupnu učinkovitost procesa. Punjenje sustava baterija i vraćanje energije iz baterije u mrežu, što uključuje "preokretanje" istosmjerne struje natrag u izmjeničnu struju neizbježno uzrokuje neke gubitke. Ako je izvor električne energije neobnovljivi izvor energije, odnosno fosilno gorivo, treba uzeti u obzir povećanje emisija CO2. Ovakav sustav može se usporediti s 70–80%-tnom učinkovitošću velikih pumpnih hidroelektrana, koja je međutim ograničena geografijom, dostupnosti vode te okolišem.

## V2G vozila
Postoji nekoliko električnih vozila koja su modificirana ili dizajnirana kako bi bila kompatibilna s V2G tehnologijom. Hyundai ix35 FCEV s Tehnološkog sveučilišta Delft modificiran je s izlazom od 10kW istosmjerne struje u  V2G. Neka vozila koja imaju sposobnost V2G uključuju REV 300 ACX, Boulder Electric Vehicle, ACPropulsion T-Zero, E-box i MINI-E, Nissan Leaf i Nissan e-NV200. Mitsubishiev Outlander PHEV ima sustav koji bi se priključivao na kućnu mrežu. Za sada postoji samo u Japanu, ali planira ga se uvesti i u Europu.